# Batman versus Predator
Batman versus Predator est une mini-série de comics américains.

## Synopsis
Le champion de boxe Marcus King est massacré dans son hôtel. Alors que commence l'enquête, c'est son chalengeur qui est retrouvé mort décapité quelques heures plus tard. Batman et le commissaire Gordon pensent qu'il s'agit d'une nouvelle guerre de gangs mais Batman surprend une mystérieuse créature, un Prédator, traquant l'un des parrains du crime à Gotham.

## Éditions
La première version en trois numéros est éditée entre décembre 1991 et février 1992. Elle est scénarisée par Dave Gibbons, dessinée par Adam Kubert et encrée par Andy Kubert. Elle met en scène Batman qui doit combattre l'extra-terrestre Predator. Elle est co-publiée aux États-Unis par DC Comics et Dark Horse Comics. Elle est éditée en français, pour la première fois, chez Comics USA dans la collection Graphic U.S. en 1992. Elle est ensuite rééditée en 2008 par Wetta WorldWide et en 2011 par Soleil Productions.

## Suites
En 1995, une suite est publiée sous le titre de Batman versus Predator 2 scénarisée par Doug Moench et dessinée par Paul Gulacy. La première édition française est publié en 2011 par Soleil Productions dans la collection Soleil US Comics.
Une troisième série, Batman versus Predator 3 est publiée en 1998. Elle est scénarisée par Chuck Dixon et dessinée par Rodolfo Damaggio. En 2011 Panini Comics l'édite pour la première fois en français.

## Récompenses
En 1992, Adam Kubert gagne le Prix Eisner du Meilleur Encreur pour son travail sur Batman versus Predator.